# Malaguti Madison
Il Malaguti Madison è uno scooter di dimensioni medio-grandi prodotto dalla casa motociclistica Malaguti in quattro generazioni: le prime tre dal 1999 al 2011 presso lo storico stabilimento Malaguti di Castel San Pietro e la quarta dal 2019 viene prodotta in Cina.

## Prima generazione (1999-2002)
Presentato nel novembre del 1998 al Motor Show di Bologna il Madison fu il primo modello della casa Malaguti del segmento dei maxiscooter dopo una produzione composta prevalentemente da cinquantini sportivi. Alla presentazione venne mostrato il modello 250 che adottava un motore Yamaha quattro tempi, monocilindrico orizzontale con raffreddamento a liquido che permetteva di raggiungere i 125 km/h.
Esteticamente aveva un design sportivo e filante e venne.
Il nome Madison deriva dall'omonima arteria americana, ma anche da una tribù di indiani del Nord America. Poco dopo il debutto venne annunciata anche le versioni con cilindrata ridotte: il 125 e il 150.
La produzione e le vendite partono dalla primavera del 1999 con la gamma composta dai motori 125, 150 e 250.
Nel settembre del 2001 la gamma si arricchisce di due nuove propulsori che affiancano i tre in gamma: i nuovi 180 e il top di gamma Madison K400 con motore 400.
Il 180 monta un motore Piaggio ed eredita dettagli e rifiniture dal 250 compreso il sistema ICE che segnala presenza di ghiaccio in caso di temperatura sotto i 4 gradi centigradi. Il 400 adotta un nuovo motore Franco Morini quattro tempi da 383 cc e 31 CV.

## Seconda generazione (2002-2006)
Nel maggio del 2002 debutta un restyling estetico che aggiorna la fanaleria e lo scudo anteriore e la gamma cambia nomenclatura introducendo una lettera distintiva dinanzi alla cubatura del motore: R125, T150, R180, l’inedita S200 destinata a sostituire la vecchia 250 e il top di gamma K400 (denominazione che già era stata adottata al debutto di tale modello). Il motore 200 è di origine Piaggio. Le altre motorizzazioni vengono aggiornate alla normativa Euro 2.
Nel 2003 escono di scena il motore 150 e il 180. 
Nella primavera del 2004 debutta il Madison 250 RS, una versione aggiornata del precedente 250 che riceve un leggero restyling estetico con nuove plastiche di maggior qualità e nuovo motore Piaggio Quasar che eroga 22 cavalli a 8250 giri/min ed una coppia massima di 20.2 Nm a 6500 giri/min. Tale motore sostituisce il vecchio Yamaha 250.
La produzione della seconda serie termina all’inizio del 2006. Dal debutto nel 1999 al 2006 ne sono stati venduti oltre 75 mila esemplari.

## Terza generazione: Madison 3 (2006-2011)
Progettato dalla Engines Engineering con lo stile elaborato presso il centro stile Malaguti la terza serie del Madison è un modello totalmente nuovo e presenta un nuovo design con un muso più appuntito e filante e nuovi proiettori multireflector con le frecce  posizionate nello scudo frontale e gli specchietti retrovisori montati ora sul manubrio. 
Il nuovo telaio è più rigido e compatto con interasse ridotto di 80 mm a 1410 mm totali, il comparto sospensivo è della Paioli e presenta un avantreno con forcella da 36 mm, mentre al retrotreno adotta una coppia di ammortizzatori regolabili nel precarico molla.
L’impianto frenante presenta coppie di dischi da 240 mm: l'anteriore a disco da 240 mm con pinza idraulica a 2 pistoncini, e il posteriore a disco da 240 mm con pinza idraulica. Gli pneumatici sono più grandi di tipo tubeless da 14", da 120/70 all'anteriore e da 140/60 al posteriore. La sella possiede una altezza da terra pari a 795 mm, 40 mm in meno rispetto alla vecchia serie.
La terza generazione viene ribattezzata dalla casa Madison 3 e il primo modello a debuttare è il 250 con motore Piaggio Quasar quattro tempi, che grazie al nuovo telaio e al baricentro più basso possiede un peso ridotto di 5 kg per un totale di 158 kg.
A luglio 2006 viene presentato anche il modello 125 equipaggiato con un propulsore Piaggio quattro tempi omologato Euro 3. Il peso del 125 è di 153 kg.
I Madison 3 possedevano il 95% dei componenti di produzione italiana.
Il modello 400 non venne più proposto con la terza generazione in quanto venne sostituito dal maxiscooter Malaguti SpiderMax 500. 
La produzione dei Madison termina nell’aprile del 2011 in seguito alle difficoltà finanziarie della casa madre che costringono alla chiusura dello stabilimento di Castel San Pietro.

## Rieju Cityline, la versione spagnola
Nel 2012 la spagnola Rieju acquista le catene di montaggio e la licenza dei modelli Phantom e Madison in seguito alla chiusura dello stabilimento Malaguti di Castel San Pietro. I due modelli saranno presentati all’EICMA 2013 e verranno riproposti sul mercato dal marzo 2014 in una versione aggiornata, assemblati nello stabilimento catalano di Rieju e rimarchiati rispettivamente Rieju RS 50 e Rieju Cityline.
Il Cityline presentava lievi aggiornamenti estetici, i motori erano di origine Piaggio e venne aggiornato l’impianto frenante con un nuovo disco anteriore da 260 mm.
Uscì di produzione nel 2017.

## Quarta generazione (2019-2021)
Nel 2018 la famiglia Malaguti concede al gruppo austriaco KSR la licenza di utilizzo del marchio al fine di lanciare nuovi modelli. Nel 2018 la KSR presenta all’EICMA una nuova gamma di veicoli marchiati Malaguti di origine Piaggio; tra questi figura il nuovo Madison che altro non è che il vecchio Gilera Nexus di cui la KSR aveva acquisito i diritti di produzione una volta uscito di scena.
Il nuovo Madison è quindi frutto di una operazione di rebadge ovvero differisce dall’originale Nexus solo per il logo frontale e per la strumentazione completamente digitale nonché per il motore 300, di origine Piaggio e omologato Euro 4. Sia il motore che l’intero scooter sono prodotti in Cina dalla joint venture Zongsheng-Piaggio. Le vendite terminano nel 2021 in seguito all’entrata in vigore della normativa anti inquinamento Euro 5.